# Katja Trippel
Katja Trippel (* 1973 in Sindelfingen)  ist eine deutsche Journalistin und Sachbuchautorin.

## Leben
Trippel hat in Paris, Münster, Aix-en-Provence und Berlin Geografie studiert, in Potsdam als Stadtplanerin gearbeitet und dabei Plattenbaugebiete saniert. Anschließend besuchte sie die Henri-Nannen-Journalistenschule. Sie hat für den Stern und GEO als Redakteurin gearbeitet und arbeitet aktuell als freie Journalistin.
Trippel ist auch Kuratorin und Mitglied der Jury beim Innsbruck Nature Film Festival.

## Auszeichnungen (Auswahl)
- 2007: IJP-Stipendium (drei Monate Chile)
- 2008: Henri-Nannen-Preis für "Besonders verständliche Berichterstattung" zusammen mit Lars Abromeit und Torsten Hampel für „Kampf bis zum letzten Fisch“ in der Zeitschrift GEO[5]

## Werke (Auswahl)
- 2009: mit Florian Möllers "Kormoran", Tecklenborg, ISBN 978-3-939172-52-9
- 2013: mit Barbara Schaefer "Stadtlust", Blanvalet, ISBN 978-3-7645-0490-8
- 2021: mit Claudia Traidl-Hoffmann "Überhitzt", Dudenverlag, ISBN 978-3-411-75666-7